# Syracuse (Missouri)
Syracuse é uma cidade localizada no estado americano de Missouri, no Condado de Morgan.

## Demografia
Segundo o censo americano de 2000, a sua população era de 172 habitantes.
Em 2006, foi estimada uma população de 185, um aumento de 13 (7.6%).

## Geografia
De acordo com o United States Census Bureau tem uma área de
1,0 km², dos quais 1,0 km² cobertos por terra e 0,0 km² cobertos por água.

## Localidades na vizinhança
O diagrama seguinte representa as localidades num raio de 20 km ao redor de Syracuse.